# Vikingen (1882-1889)
Vikingen var en svenskspråkig veckotidning mellan åren 1882 och 1889. Tidningen uppsattes i maj 1882 med sin redaktionsbyrå i Palmstedts hus tredje våning på Västerlånggatan 27 i Gamla stan, Stockholm. Redaktör var A. E. Liljestrand. Senare flyttade redaktionen till Stora Nygatan 30, därifrån till Norra Smedjegatan 32.
År 1887 tog doktor Josef Linck över som redaktör, och redaktionen flyttade till Appelbergsgatan 50. Därefter till Drottninggatan 53, tills det att tidningen lades ner i slutet av augusti 1889. Tidningen kallade sig själv för "tidning för upplysning och reformer" och ställde sig uttalat bakom arbetarrörelsens krav på förbättrad ekonomisk och social ställning.

## Chefredaktörer
- A. E. Liljestrand (1882–1886)
- Josef Linck (1887–1889)